# Parafia Bożego Ciała w Nowych Skalmierzycach
Parafia Bożego Ciała w Nowych Skalmierzycach – rzymskokatolicka parafia w Nowych Skalmierzycach należąca do dekanatu Ołobok. Powstała w 1925 roku. Obecny kościół został wybudowany w latach 1931–1932; kościół filialny poewangelicki został wybudowany na początku XX wieku.